# NEROCA Football Club
Maillots
Le North Eastern Re-Organising Cultural Association Football Club (en meitei : ꯅꯦꯔꯣꯀꯥ ꯐꯨꯠꯕꯣꯜ ꯀ꯭ꯂꯕ, et en hindi : नॉर्थ ईस्टर्न री-ऑर्गेनाइज़िंग कल्चरल एसोसिएशन फुटबॉल क्लब), plus couramment abrégé en NEROCA, est un club indien de football fondé en 1965 et basé dans la ville d'Imphāl, dans l'État du Manipur.
Le club joue ses matchs à domicile au Khuman Lampak Main Stadium.

## Bilan sportif

### Palmarès
| \| - Championnat d'Inde : - Vice-champion : 2017-2018. - Championnat d'Inde de deuxième division (1) : - Champion : 2016-2017. \| \| - Durand Cup : - Finaliste : 2016. \| |  |                                    |
| - Championnat d'Inde : - Vice-champion : 2017-2018. - Championnat d'Inde de deuxième division (1) : - Champion : 2016-2017.                                                |  | - Durand Cup : - Finaliste : 2016. |

### Saisons
| Saison    | Division              | Classement    | Coupe d'Inde | Durand Cup |
| --------- | --------------------- | ------------- | ------------ | ---------- |
| 2015-2016 | I-League 2nd division | 3e            | Aucune       | Aucune     |
| 2016-2017 | I-League 2nd division | Champion      | Aucune       | Finaliste  |
| 2017-2018 | I-League              | Vice-champion | Aucune       | Aucune     |

## Personnalités du club

### Présidents du club
- Dr. Thangjam Dhabali
- Arunkumar Thangjam

### Entraîneurs du club
- Gift Raikhan (2015 - 2018)
- Manuel Retamero (2018 - 2019)
- Gift Raikhan (2019 -)

### Joueurs importants
- Felix Chidi Odili
- Fabien Vorbe